# Ulla Möllinger
Ulla Möllinger (* 20. Jahrhundert als Ursula Möllinger) ist eine deutsche Filmeditorin.
Ulla Möllinger wurde bereits in den 1970er Jahren als Schnitt-Assistentin tätig. Ab Anfang der 1980er Jahre wurde sie Filmeditorin beim Bayerischen Rundfunk. Zu ihren Arbeiten gehören diverse Tatort- und Polizeiruf-110-Episoden. Für die Folgen Der scharlachrote Engel und Cassandras Warnung wurde sie 2005 und 2012 für den Deutschen Kamerapreis nominiert.

## Filmografie (Auswahl)
- 1983: Der Trotzkopf (Fernsehserie, 8 Folgen)
- 1984: Die Wannseekonferenz
- 1987–2007: Tatort
  - 1987:  Die Macht des Schicksals
  - 1993:  Himmel und Erde
  - 1998:  Gefallene Engel
  - 1999:  Das Glockenbachgeheimnis
  - 2000:  Kleine Diebe
  - 2002:  Totentanz
  - 2004:  Sechs zum Essen
  - 2004:  Vorstadtballade
  - 2005:  Tod auf der Walz
  - 2007:  A gmahde Wiesn
- 1994–2011: Polizeiruf 110 (Fernsehreihe)
  - 1994:  Gespenster
  - 1998:  Spurlos verschwunden
  - 1999:  Kopfgeldjäger
  - 2003:  Pech und Schwefel
  - 2005:  Der scharlachrote Engel
  - 2006:  Er sollte tot
  - 2009:  Klick gemacht
  - 2011:  Cassandras Warnung
- 1992: Der Papagei
- 1997: Dizzy, lieber Dizzy
- 1999: Zum Sterben schön
- 2002: Hinterlassenschaften
- 2008: Ohnmacht